# Ralf Sonn
Ralf Heiner Sonn  (ur. 17 stycznia 1967 w Weinheim) – niemiecki lekkoatleta specjalizujący się w skoku wzwyż, uczestnik letnich igrzysk olimpijskich w Barcelonie (1992).
Mąż niemieckiej płotkarki Caren Jung, olimpijki z 1992 roku.

## Sukcesy sportowe
- sześciokrotny medalista mistrzostw Niemiec w skoku wzwyż – złoty (1992), trzykrotnie srebrny (1990, 1993, 1995) oraz dwukrotnie brązowy (1989, 1994)[2]
- dziewięciokrotny medalista halowych mistrzostw Niemiec w skoku wzwyż – sześciokrotnie złoty (1990, 1991, 1992, 1993, 1995, 1996), srebrny (1994) oraz dwukrotnie brązowy (1989, 1997)[3]

| Rok  | Miasto    | Zawody                    | Konkurencja | Wynik         |
| ---- | --------- | ------------------------- | ----------- | ------------- |
| 1989 | Haga      | Halowe mistrzostwa Europy | skok wzwyż  | 4. miejsce    |
| 1990 | Glasgow   | Halowe mistrzostwa Europy | skok wzwyż  | 7. miejsce    |
| 1990 | Split     | Mistrzostwa Europy        | skok wzwyż  | 7. miejsce    |
| 1992 | Genua     | Halowe mistrzostwa Europy | skok wzwyż  | brązowy medal |
| 1992 | Barcelona | Igrzyska olimpijskie      | skok wzwyż  | 6. miejsce    |
| 1993 | Stuttgart | Mistrzostwa świata        | skok wzwyż  | 4. miejsce    |
| 1995 | Barcelona | Halowe mistrzostwa świata | skok wzwyż  | 5. miejsce    |

## Rekordy życiowe
- skok wzwyż (stadion) – 2,34 – Stuttgart 22/08/1993
- skok wzwyż (hala) – 2,39 – Berlin 01/03/1991